# Allaines
Allaines település Franciaországban, Somme megyében. Lakosainak száma 419 fő (2022. január 1.). Allaines Péronne, Aizecourt-le-Haut, Bouchavesnes-Bergen, Bussu, Cléry-sur-Somme és Moislains községekkel határos.

## Népesség
A település népességének változása:
| Lakosok száma | 427  | 451  | 474  | 466  | 454  | 442  | 430  | 424  | 419  |
|               | 2013 | 2015 | 2016 | 2017 | 2018 | 2019 | 2020 | 2021 | 2022 |